# Vignale

Vignale es una comuna y población de Francia, en la región de Córcega, departamento de Alta Córcega, distrito de Bastia y cantón de Borgo.
Su población en el censo de 1999 era de 176 habitantes.